# Hélène
Hélène és un poema líric o òpera en un acte de Camille Saint-Saëns, amb llibret del mateix autor. S'estrenà a l'Òpera de Montecarlo de Mònaco el 18 de febrer de 1904.
És la primera òpera per la que Saint-Saëns va escriure el seu propi llibret en francès, que es basa en la clàssica història d'Helena de Troia i Paris de la mitologia grega. Estrenada amb un èxit moderat, l'òpera va gaudir d'un grapat de reposicions fins al 1919, moment en què va caure del repertori habitual. Hélène va ser ressuscitada el 2008 per la seva primera gravació mundial pel segell de música d'Austràlia Melba.

## Representacions
Hélène és la primera òpera que Saint-Saëns va compondre per a l'Òpera de Montecarlo, que va ser dirigida per l'emprenedor director Raoul Gunsbourg en aquell moment. En l'estrena, l'òpera va ser presentada en conjunt amb l'obra verista La Navarraise de Jules Massenet. El paper d'Hélène va ser cantat per l'aclamada soprano Nellie Melba, rol que Saint-Saëns va escriure específicament per a ella. Les crítiques de la primera actuació, encara que no estel·lars, van ser en general positives.